# Олімпійська збірна Кот-д'Івуару з футболу
Олімпійська збірна Кот-д'Івуару з футболу (фр. Équipe de Côte d'Ivoire olympique de football) — футбольна збірна, що представляє Кот-д'Івуар на міжнародних турнірах, таких як Олімпійські ігри та Африканські ігри. Відбір гравців враховує те, що всі футболісти мають бути у віці до 23 років, окрім трьох футболістів. Команда контролюється Федерацією футболу Кот-д'Івуару.

## Історія
З 1992 року на футбольному турнірі Олімпійських ігор стали брати участь команди до 23 років з лише трьома гравцями старше цього віку, тому була заснована окрема олімпійська збірна Кот-д'Івуару. Ця збірна взяла участь у турнірах в 2008 та 2020 роках, досягнувши чвертьфіналу в обох випадках.
З 1991 року у футбольний турнірі Всеафриканських ігор також перейшов на формат з національних збірних на олімпійські, завдяки чому олімпійська збірна Кот-д'Івуару почала брати участь і в цьому турнірі, зігравши на турнірі 1999 року, де не вийшла з групи.
З 2011 року почав розігруватись Молодіжний (U-23) чемпіонат Африки, який став кваліфікацією до Олімпійських ігор і в якому стали брати участь олімпійські збірні, але без використання гравців старше 23 років. На цьому турнірі Кот-д'Івуар у 2019 році здобув срібні нагороди.

## Статистика виступів

### Олімпійські ігри
| Олімпійські ігри | Олімпійські ігри                   | Олімпійські ігри                   | Олімпійські ігри                   | Олімпійські ігри                   | Олімпійські ігри                   | Олімпійські ігри                   | Олімпійські ігри                   | Олімпійські ігри                   | Олімпійські ігри |
| Рік              | Раунд                              | Місце                              | І                                  | В                                  | Н*                                 | П                                  | ГЗ                                 | ГП                                 |                  |
| ---------------- | ---------------------------------- | ---------------------------------- | ---------------------------------- | ---------------------------------- | ---------------------------------- | ---------------------------------- | ---------------------------------- | ---------------------------------- | ---------------- |
| 1908–1988        | Див. Збірна Кот-д'Івуару з футболу | Див. Збірна Кот-д'Івуару з футболу | Див. Збірна Кот-д'Івуару з футболу | Див. Збірна Кот-д'Івуару з футболу | Див. Збірна Кот-д'Івуару з футболу | Див. Збірна Кот-д'Івуару з футболу | Див. Збірна Кот-д'Івуару з футболу | Див. Збірна Кот-д'Івуару з футболу |                  |
| 1992             | Не кваліфікувались                 | Не кваліфікувались                 | Не кваліфікувались                 | Не кваліфікувались                 | Не кваліфікувались                 | Не кваліфікувались                 | Не кваліфікувались                 | Не кваліфікувались                 |                  |
| 1996             | Не кваліфікувались                 | Не кваліфікувались                 | Не кваліфікувались                 | Не кваліфікувались                 | Не кваліфікувались                 | Не кваліфікувались                 | Не кваліфікувались                 | Не кваліфікувались                 |                  |
| 2000             | Не кваліфікувались                 | Не кваліфікувались                 | Не кваліфікувались                 | Не кваліфікувались                 | Не кваліфікувались                 | Не кваліфікувались                 | Не кваліфікувались                 | Не кваліфікувались                 |                  |
| 2004             | Не кваліфікувались                 | Не кваліфікувались                 | Не кваліфікувались                 | Не кваліфікувались                 | Не кваліфікувались                 | Не кваліфікувались                 | Не кваліфікувались                 | Не кваліфікувались                 |                  |
| 2008             | Чвертьфінал                        | 7                                  | 4                                  | 2                                  | 0                                  | 2                                  | 6                                  | 6                                  |                  |
| 2012             | Не кваліфікувались                 | Не кваліфікувались                 | Не кваліфікувались                 | Не кваліфікувались                 | Не кваліфікувались                 | Не кваліфікувались                 | Не кваліфікувались                 | Не кваліфікувались                 |                  |
| 2016             | Не кваліфікувались                 | Не кваліфікувались                 | Не кваліфікувались                 | Не кваліфікувались                 | Не кваліфікувались                 | Не кваліфікувались                 | Не кваліфікувались                 | Не кваліфікувались                 |                  |
| 2020             | Чвертьфінал                        | 7                                  | 4                                  | 1                                  | 2                                  | 1                                  | 5                                  | 7                                  |                  |
| 2024             |                                    |                                    |                                    |                                    |                                    |                                    |                                    |                                    |                  |
| Всього           |                                    |                                    | 8                                  | 3                                  | 2                                  | 3                                  | 11                                 | 13                                 |                  |